# Seznam slovenských hráčů v NHL v sezóně 1998/1999
Seznam slovenských hráčů v NHL v sezóně 1998/1999 uvádí slovenské hokejisty, kteří v této sezóně hráli za některý tým v kanadsko-americké NHL.

| Tým                 | Věk | Hráč              | Post | Počet zápasů ZČ | Branky ZČ | Asistence ZČ | Body ZČ | Počet zápasů v play off | Branky v play off | Asistence v play off | Body v play off |
| ------------------- | --- | ----------------- | ---- | --------------- | --------- | ------------ | ------- | ----------------------- | ----------------- | -------------------- | --------------- |
| St. Louis Blues     | 24  | Pavol Demitra     | F    | 82              | 37        | 52           | 89      | 13                      | 5                 | 4                    | 9               |
| Buffalo Sabres      | 24  | Miroslav Šatan    | F    | 81              | 40        | 26           | 66      | 12                      | 3                 | 5                    | 8               |
| Washington Capitals | 30  | Peter Bondra      | F    | 66              | 31        | 24           | 55      | Ne                      |                   |                      |                 |
| New York Islanders  | 26  | Žigmund Pálffy    | F    | 50              | 22        | 28           | 50      | Ne                      |                   |                      |                 |
| Florida Panthers    | 29  | Róbert Švehla     | D    | 80              | 8         | 29           | 37      | Ne                      |                   |                      |                 |
| Los Angeles Kings   | 26  | Jozef Stümpel     | F    | 64              | 13        | 21           | 34      | Ne                      |                   |                      |                 |
| Ottawa Senators     | 19  | Marián Hossa      | F    | 60              | 15        | 15           | 30      | 4                       | 0                 | 2                    | 2               |
| Washington Capitals | 22  | Richard Zedník    | F    | 49              | 9         | 8            | 17      | Ne                      |                   |                      |                 |
| St. Louis Blues     | 22  | Ľuboš Bartečko    | F    | 32              | 5         | 11           | 16      | 5                       | 0                 | 0                    | 0               |
| St. Louis Blues     | 21  | Michal Handzuš    | F    | 66              | 4         | 12           | 16      | 11                      | 0                 | 2                    | 2               |
| New York Islanders  | 21  | Zdeno Chára       | D    | 59              | 2         | 6            | 8       | Ne                      |                   |                      |                 |
| Tampa Bay Lightning | 25  | Róbert Petrovický | F    | 28              | 3         | 4            | 7       | Ne                      |                   |                      |                 |
| New York Islanders  | 21  | Vladimír Országh  | F    | 12              | 1         | 0            | 1       | Ne                      |                   |                      |                 |

- F = Útočník
- D = Obránce